# 世界線

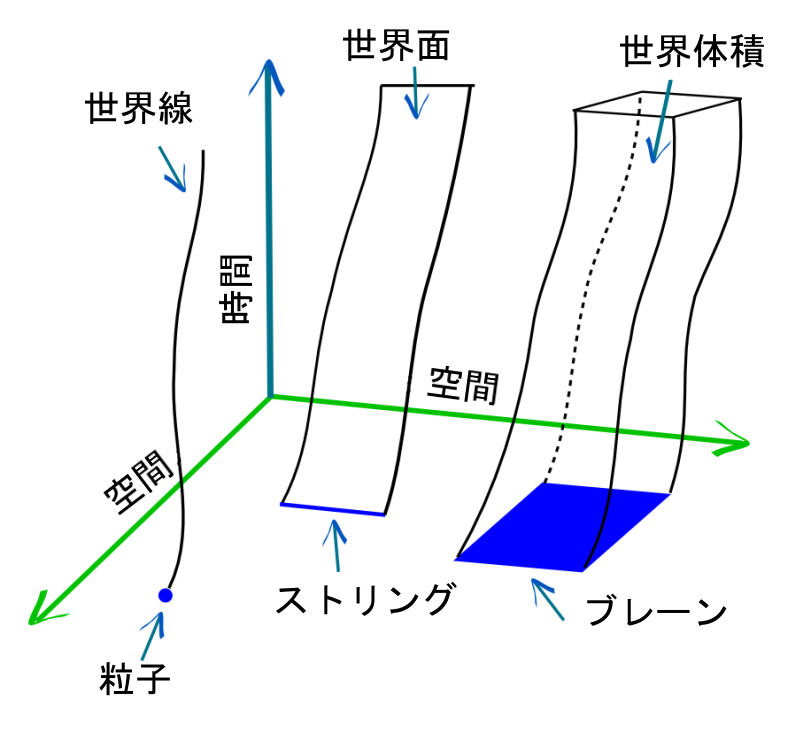
世界線、世界面、世界体積はそれぞれ粒子、ひも、ブレーンの軌跡である

世界線（せかいせん、英: world line, 独: Weltlinie）とは、零次元幾何を持つ点粒子の時空上の軌跡を言う。一次元、二次元幾何を持つ物体の軌跡はそれぞれ世界面 (world sheet)、世界体積 (world volume) と呼ばれる。

## 特殊相対性理論での世界線
物体が速度一定である世界線のことを測地線という。世界線の曲線は次の三つに区別される。
- 光的
- 時間的
- 空間的

## 一般相対性理論での世界線

光円錐の例

時空が曲がっていることが上述の特殊相対性理論の場合と異なっている。計量とその中での運動はアインシュタインの場の方程式により決定される。それは時空上の質量分布に依存している。また、計量から光的 (null)、空間的 (space-like)、時間的 (time-like) が決まる。しかし、光円錐は一定の角度である必要はなく、座標の取り方だけ光円錐の見かけの形の自由度がある。